# 3 grosze polskie 1794
3 grosze polskie 1794 – obiegowa moneta trzygroszowa (trojak), bita razem z 1 grosz polski 1794 w czasie insurekcji kościuszkowskiej dla wojsk austriackich stacjonujących w Galicji i Krakowie. O przeznaczeniu monety informuje łaciński napis umieszczony w otoku na awersie – „miedziana moneta cesarsko-królewskiej armii”.
Trzy monety:
- I grosz polski 1794 (obiegowa),
- III grosze polskie 1794 (obiegowa),
- VI groszy polskich 1794 (próbna)

były bite za panowania cesarza Franciszka II i ze względu na legendę są niekiedy określane jako: „monety wojskowe dla ziem polskich”.

## Awers
W środku znajduje się ukoronowany orzeł austriacki z herbem Habsburgów na piersiach, pod orłem skrzyżowane sztandary, w półkolu napis:

MONET(a)•AER(ea)•EXERCIT(us)•CAES(arei)•REG(ii)•

(pol. moneta miedziana cesarsko-królewskiej armii).

## Rewers
Nad skrzyżowanymi gałązkami laurową i palmową umieszczono napis:

III
GROSSI
POL•
1794•

(pol. 3 grosze polskie 1794).

## Opis
Moneta została wybita w miedzi na krążku o średnicy 26 mm, masie 11,69 grama, z rantem ozdobnym,  w nieznanej mennicy austriackiej. W niektórych źródłach podawana jest informacja, że monetę wybito w mennicy wiedeńskiej.
Stopień rzadkości monety to R – (80 001–400 000 szt.).